# Одна з багатьох (Мосенерго)
«Одна з багатьох (Мосенерго)» — радянський чорно-білий анімаційний сатиричний фільм-плакат, знятий в 1943 році студією « Союзмультфільм » на замовлення Енергозбуту Мосенерго (вказано в титрах)   .

## Опис
Текст читає артист Осип Абдулов  . У титрах жанр мультфільму визначається як кінофейлетон . У мультфільмі використано композицію Йоганна Штрауса « Perpetuum Mobile ».

## Сюжет
Плакат про необхідність заощаджувати електроенергію, особливо у війну  . Мар'їванна йде з роботи, не вимкнувши світло, а вдома включає кілька потужних електроприладів. Вона швидко виходить за встановлений ліміт енергоспоживання, але не надає цьому значення, навіть коли до неї стукає робітник з плаката «Щоб помножити кількість снарядів, завжди і скрізь економ електрику». У результаті антропоморфні персоніфікації електроприладів відрізають дроти у комунальну квартиру, де вона живе. Але Мар'їванна - лише одна з багатьох безтурботних москвичів  .